# Campeonato Mundial de Clubes de Voleibol Feminino de 1991
O Campeonato Mundial de Clubes de Voleibol Feminino de 1991 foi a primeira edição do evento. Foi realizado em São Paulo, Brasil entre 8 a 12 de maio com oito times.

## Composição dos grupos
| Grupo A                         | Grupo B                                                    |
| ------------------------------- | ---------------------------------------------------------- |
| Sadia Hitachi Posta Occhi Verdi | Mladost Zagreb Colgate/Pão de Açúcar Yoghi Ancona Chrysler |

## Classificação final
| Pos. | Time                  |
| ---- | --------------------- |
|      | Sadia                 |
|      | Colgate/Pão de Açúcar |
|      | Mladost Zagreb        |
| 4    | Occhi Verdi           |
| 5    | Hitachi               |
| 6    | Yoghi Ancona          |
| 7    | Chrysler              |
| 8    | Posta                 |

## Prêmios individuais
| MVP (Most Valuable Player) | Ida (Sadia)                                    |
| Melhor atacante            | Valentina Ogienko (Mladost)                    |
| Melhor bloqueadora         | Tina (Colgate/Pão de Açúcar)                   |
| Melhor sacadora            | Marcia Fu (Sadia)                              |
| Melhor levantadora         | Fernanda Venturini (Sadia)                     |
| Melhor defensora           | Irina Parkhomchuk (Mladost)                    |
| Melhor passadora           | Mirna Marabissi (Occhi Verdi)                  |
| Melhor técnico             | José Roberto Guimarães (Colgate/Pão de Açúcar) |